# Сем Реймі
Сем Реймі (ім'я при народженні Семюель Маршал Реймі) англ. Samuel Marshall Raimi; нар. 23 жовтня 1959, Роял-Оук, Мічиган) — американський кінорежисер, продюсер, сценарист, співзасновник кінокомпанії Renaissance Pictures. 
Найбільш відомий як режисер трилогії Зловісні мерці, та трилогії про Людину-павука, продюсер серіалів Геркулес: Легендарні подорожі, Ксена: принцеса-воїн, Легенда про Шукача, Спартак: Кров і пісок та Еш проти зловісних мерців.

## Біографія
Реймі, четвертий з п'яти дітей, народився у Роял Оак, штат Мічиган і виріс в Бірмінгемі, штат Мічиган.. Походить із єврейської родини, предки котрої емігрували з Росії та Угорщини. Закінчив школу Groves High School і навчався в Мічиганському університеті по спеціалізації англійська мова.
Перші свої фільмі знімав ще в коледжі. Відомість приніс йому фільм «Зловісні мерці» (1981) який він знімав зі своїми друзями Брюсом Кемпбеллом і Робертом Тапертом.
В багатьох проектах співпрацював з братами Коен. Батько, Леонард Рональд Реймі, і мати, Селія Барбара Реймі, були прихильниками Консервативної гілки юдаїзму. До того як бабуся Сема іммігрувала в США, їх прізвище було Рейнгеверц. Має двох братів — молодшого Теда і старшого Айвана, який є співавтором кількох сценаріїв.
Реймі одружився в 1993 році з Джилліан Грін. У них п'ятеро дітей. Троє дітей: (дочка Емма Роуз та сини Генрі і Лорн) з'явилися як статисти в «Затягни мене до пекла» і «Людина-павук 3».

## Фільмографія

### Фільми
| Рік  | Назва                       | Режисер  | Сценарист | Продюсер   | Додатково                        |
| ---- | --------------------------- | -------- | --------- | ---------- | -------------------------------- |
| 1977 | Це вбивство!                | Так      | Так       | Так        | також монтажер та звукорежисер   |
| 1978 | У лісі                      | Так      | Так       | Виконавчий | короткометражний; також монтажер |
| 1981 | Зловісні мерці              | Так      | Так       | Виконавчий |                                  |
| 1985 | Хвиля злочинності           | Так      | Так       | Ні         |                                  |
| 1987 | Зловісні мерці 2            | Так      | Так       | Ні         |                                  |
| 1989 | Легкі колеса                | Ні       | Так       | Ні         | зазначений як «Celia Abrams»     |
| 1990 | Людина пітьми               | Так      | Так       | Виконавчий |                                  |
| 1992 | Пришелепкуватий Нат         | Ні       | Так       | Ні         | зазначений як «Alan Smithee Jr.» |
| 1992 | Армія темряви               | Так      | Так       | Ні         | також монтажер                   |
| 1994 | Підручний Гадсакера         | 2nd unit | Так       | Ні         |                                  |
| 1995 | Швидкий та мертвий          | Так      | Ні        | Ні         |                                  |
| 1998 | Простий план                | Так      | Ні        | Ні         |                                  |
| 1999 | Заради любові до гри        | Так      | Ні        | Ні         |                                  |
| 2000 | Дар                         | Так      | Ні        | Ні         |                                  |
| 2002 | Людина-павук                | Так      | Ні        | Ні         |                                  |
| 2004 | Людина-павук 2              | Так      | Ні        | Ні         |                                  |
| 2005 | Чоловік з галасливим мозком | Ні       | Історія   | Ні         | зазначений як «R.O.C. Sandstorm» |
| 2007 | Людина-павук 3              | Так      | Так       | Ні         |                                  |
| 2009 | Затягни мене до пекла       | Так      | Так       | Ні         |                                  |
| 2013 | Оз: Великий та Могутній     | Так      | Ні        | Ні         |                                  |
| 2017 | Чорна Гіандола              | Так      | Ні        | Ні         | короткометражний                 |
| 2022 | Доктор Стрендж 2            | Так      | Ні        | Ні         |                                  |
| 2026 | Надішліть допомогу          | Так      | Ні        | Так        |                                  |

| Рік  | Назва              | Режисер                    |
| ---- | ------------------ | -------------------------- |
| 1994 | Патруль часу       | Пітер Гайамс               |
| 2004 | Прокляття          | Такаші Шиміцу              |
| 2005 | Бугімен            | Стефен Т. Кей              |
| 2006 | Прокляття 2        | Такаші Шиміцу              |
| 2007 | Посланці           | Брати Пенг                 |
| 2007 | 30 днів ночі       | Девід Слейд                |
| 2012 | Скринька прокляття | Уле Борнедаль              |
| 2013 | Зловісні мерці     | Феде Альварес              |
| 2014 | Вбивство кота      | Джилліан Грін              |
| 2015 | Полтергейст        | Джил Кенан                 |
| 2016 | Не дихай           | Феде Альварес              |
| 2019 | Хижаки             | Александр Ажа              |
| 2020 | Прокляття          | Ніколас Песке              |
| 2021 | Нечестивий         | Еван Спіліотопулос         |
| 2021 | Не дихай 2         | Родо Саягес                |
| 2021 | Нічні щоденники    | Девід Яровескі             |
| 2022 | Умма               | Айріс Шим                  |
| 2023 | 65                 | Скотт Бек Брайан Вудс      |
| 2023 | Пробивний чувак    | Моріц Мор                  |
| 2024 | Жага до життя      | Adam Schindler Brian Netto |
| 2025 | Під замком         | Девід Яровескі             |
| 2026 | Evil Dead Burn     | Себастьєн Ванічек          |

| Рік  | Назва                            | Режисер             |
| ---- | -------------------------------- | ------------------- |
| 1989 | Мертві по сусідству              | Дж. Р. Букволтер    |
| 1991 | Лунатики: Історія кохання        | Джош Бекер          |
| 1993 | Важка мішень                     | Джон Ву             |
| 1995 | Людина пітьми 2                  | Бредфорд Мей        |
| 1996 | Людина пітьми 3                  | Бредфорд Мей        |
| 1998 | Геркулес і Ксена: Битва за Олімп | Лінн Нейлор         |
| 2007 | Вампірка                         | Себастьян Гутьєррес |
| 2023 | Повстання зловісних мерців       | Лі Кронін           |

### Телебачення
| Рік         | Назва                     | Режисер   | Сценарист | Виконавчий продюсер | Розробка | Епізоди                       |
| ----------- | ------------------------- | --------- | --------- | ------------------- | -------- | ----------------------------- |
| 1994 – 1995 | M.A.N.T.I.S.              | Ні        | Історія   | 22 епізоди          | Так      | Написав «Pilot»               |
| 1995 – 2001 | Ксена: принцеса-воїн      | Ні        | Ні        | 134 епізоди         | Так      |                               |
| 1997        | Шпигунська гра            | Ні        | Ні        | 13 епізодів         | Так      |                               |
| 2008 – 2010 | Легенда про Шукача        | Ні        | Ні        | 40 епізодів         | Так      |                               |
| 2014        | Рейк                      | 2 епізоди | Ні        | 3 епізоди           | Ні       | «Serial Killer» та «Cannibal» |
| 2015 – 2018 | Еш проти зловісних мерців | 1 епізод  | 1 епізод  | 30 епізодів         | Так      | «El Jefe»                     |
| 2020        | 50 штатів страху          | 3 епізоди | 3 епізоди | 3 епізоди           | Ні       | «Michigan» (Part 1-3)         |

| Рік       | Назва                            | Примітка  |
| --------- | -------------------------------- | --------- |
| 1994      | Геркулес і загублене королівство | Телефільм |
| 1994      | Геркулес та вогняне коло         | Телефільм |
| 1994      | Геркулес у царстві мертвих       | Телефільм |
| 1994      | Геркулес у печері Мінотавра      | Телефільм |
| 1995–1996 | Американська готика              |           |
| 1995–1999 | Геркулес: Легендарні подорожі    |           |
| 1998–1999 | Юний Геркулес                    |           |
| 2000      | Джек-шибайголова                 |           |
| 2000–2001 | Клеопатра 2525                   |           |
| 2009      | 13: Страх реальний               |           |
| 2011      | Спартак: Боги арени              |           |
| 2013      | Спартак: Війна проклятих         |           |

### Акторські роботи
| Рік  |    | Українська назва                     | Оригінальна назва                  | Роль                     |
| ---- | -- | ------------------------------------ | ---------------------------------- | ------------------------ |
| 1977 | ф  | Це вбивство!                         | It's Murder!                       | дядя Джаспер             |
| 1978 | кф | Шемп їсть Місяць                     | Shemp Eats the Moon                | Анжело Ніж               |
| 1979 | кф | Атака руки допомоги                  | Attack of the Helping Hand!        | молочник                 |
| 1981 | ф  | Зловісні мерці                       | The Evil Dead                      | рибак / сили зла         |
| 1982 | кф | Клівленд Сміт: Мисливець за головами | Cleveland Smith: Bounty Hunter     | нацист                   |
| 1983 | ф  |                                      | Hefty's                            | кухар 2                  |
| 1985 | ф  | Війна Страйкера                      | Stryker's War                      | лідер культу             |
| 1985 | ф  | Шпигуни, як ми                       | Spies Like Us                      | охорона                  |
| 1987 | ф  | Зловісні мерці 2                     | Evil Dead II                       | середньовічний воїн      |
| 1988 | ф  | Маніяк-поліцейський                  | Maniac Cop                         | репортер на параді       |
| 1989 | ф  | Непроханий гість                     | Intruder                           | Ренді                    |
| 1990 | ф  | Маніяк-поліцейський 2                | Maniac Cop 2                       | диктор                   |
| 1990 | ф  | Перехрестя Міллера                   | Miller's Crossing                  | хихикаючий стрілець      |
| 1990 | ф  | Людина темряви                       | Darkman                            | перехожий                |
| 1992 | ф  | Армія темряви                        | Army of Darkness                   | лицар                    |
| 1992 | ф  | Кров невинних                        | Innocent Blood                     | продавець                |
| 1993 | ф  | Бабине літо                          | Indian Summer                      | Stick Coder              |
| 1993 | тф | Подорож до центру Землі              | Journey to the Center of the Earth | Коллінз                  |
| 1993 | тф | Мішки для трупів                     | Body Bags                          | мертвий Білл             |
| 1994 | тф | Протистояння                         | The Stand                          | Боббі Террі              |
| 1994 | тф | Мантіс                               | M.A.N.T.I.S.                       | Рей                      |
| 1994 | ф  | Флінстоуни                           | The Flintstones                    | Кліфф                    |
| 1994 | ф  | Підручний Гадсакера                  | The Hudsucker Proxy                | учасник мозкового штурму |
| 1995 | ф  | Галаксіс                             | Galaxis                            | нервовий чиновник        |
| 1997 | с  | Сяйво                                | The Shining                        | Gas Station Howie        |
| 2002 | ф  | Людина-павук                         | Spider-Man                         | глядач реслінгу          |
| 2004 | ф  | Людина-павук 2                       | Spider-Man 2                       | студент                  |
| 2009 | ф  | Затягни мене до пекла                | Drag Me to Hell                    | привид на сеансі         |
| 2013 | ф  |                                      | 3 Geezers!                         | Сем                      |
| 2016 | ф  | Книга джунглів                       | The Jungle Book                    | гігантська білка (голос) |

## Нагороди
- 1981 — приз журі на Міжнародному Каталонському кінофестивалі
- 1990 — нагорода в номінації «Найкращий режисер» на Міжнародному Каталонському кінофестивалі
- 1993 — премія «Золотий ворон» на Брюссельському міжнародному фестивалі фільмів-фентезі
- 1993 — премія «Фантаспорто»
- 2004 — премія «Сатурн»
- 2004 — премія «Емпайр»